# Melotis
Melotis (en llatí Melotis) era un districte de la regió anomenada Trifília a l'Epir.
Només el menciona Titus Livi i, ja que el seu nom es refereix a un lloc on pasturaven les ovelles, se suposa que es refereix a les terres situades entre Molòssia i Atintània, a la regió on estava Ostanitza.